# Woignarue
Woignarue – miejscowość i gmina we Francji, w regionie Hauts-de-France, w departamencie Somma.
Według danych na rok 2011 gminę zamieszkiwało 830 osób, a gęstość zaludnienia wynosiła 50 osób/km² (wśród 2293 gmin Pikardii Woignarue plasuje się na 404. miejscu pod względem liczby ludności, natomiast pod względem powierzchni na miejscu 155.).